# Теофилакт Вотаниат
Теофилакт Вотаниат (на средногръцки: Θεοφύλακτος Βοτανειάτης) е византийски военачалник от началото на XI век, известен с участието си във войните на Василий II за покоряване на България. Той е също така дядо на по-късния византийски император Никифор III Вотаниат, управлявал Византия през 1078-1081 г.
През лятото на 1014 г. Теофилакт е управител на Солун с ранг дук. Областта, която управлява, е на границата със Самуилова България и е чест обект на български нападения в предходните десетилетия. По-големи сражения край Солун стават през 996 и 1004 г., като и двете завършват със съкрушителни поражения на византийците. През 1014 г. Теофилакт Вотаниат трябва да отрази поредното нападение. Този път българите са предвождани не от Самуил, а от един от неговите войводи – Несторица. В битка западно от Солун дукът и синът му Михаил Вотаниат разгромяват армията на Несторица. Впоследствие Теофилакт се присъединява към армията на Василий II и участва в битката при Беласица. След тази нова победа на византийското оръжие, императорът изпраща солунския дук с отряд да разчисти засеките, поставени от българите по пътя между Струмица и Солун. В теснините на юг от Струмица Теофилакт Вотаниат попада в засада, войската му е разгромена, а самият той пада убит от ръката на Самуиловия син Гаврил Радомир.